# Visby-klasse
De Visby-klasse is een klasse van vijf korvetten die alle dienen bij de Zweedse marine. De schepen zijn ontworpen door de Zweedse marine en gebouwd door de Zweedse scheepswerf Kockums. De schepen hebben veel internationale aandacht ontvangen vanwege hun stealth eigenschappen en uiterlijk. De oplevering en ingebruikname van de schepen kende meer problemen dan normaal.

## Schepen in klasse
| Naam        | In dienst | Uit dienst |
| ----------- | --------- | ---------- |
| Visby       | 2002      | -          |
| Helsingborg | 2006      | -          |
| Härnösand   | 2006      | -          |
| Nyköping    | 2009      | -          |
| Karlstad    | 2009      | -          |

## Taken
De korvetten zijn ontworpen voor oppervlakteoorlogsvoering, onderzeebootbestrijding, mijnenbestrijding en politie- en kustwachttaken, maar kunnen ook worden ingezet bij drugsbestrijding of bijvoorbeeld bij piraterijbestrijding in de Golf van Aden. De schepen zijn in staat om verder van huis te opereren dan voorgaande Zweedse korvetten.

## Ontwerp

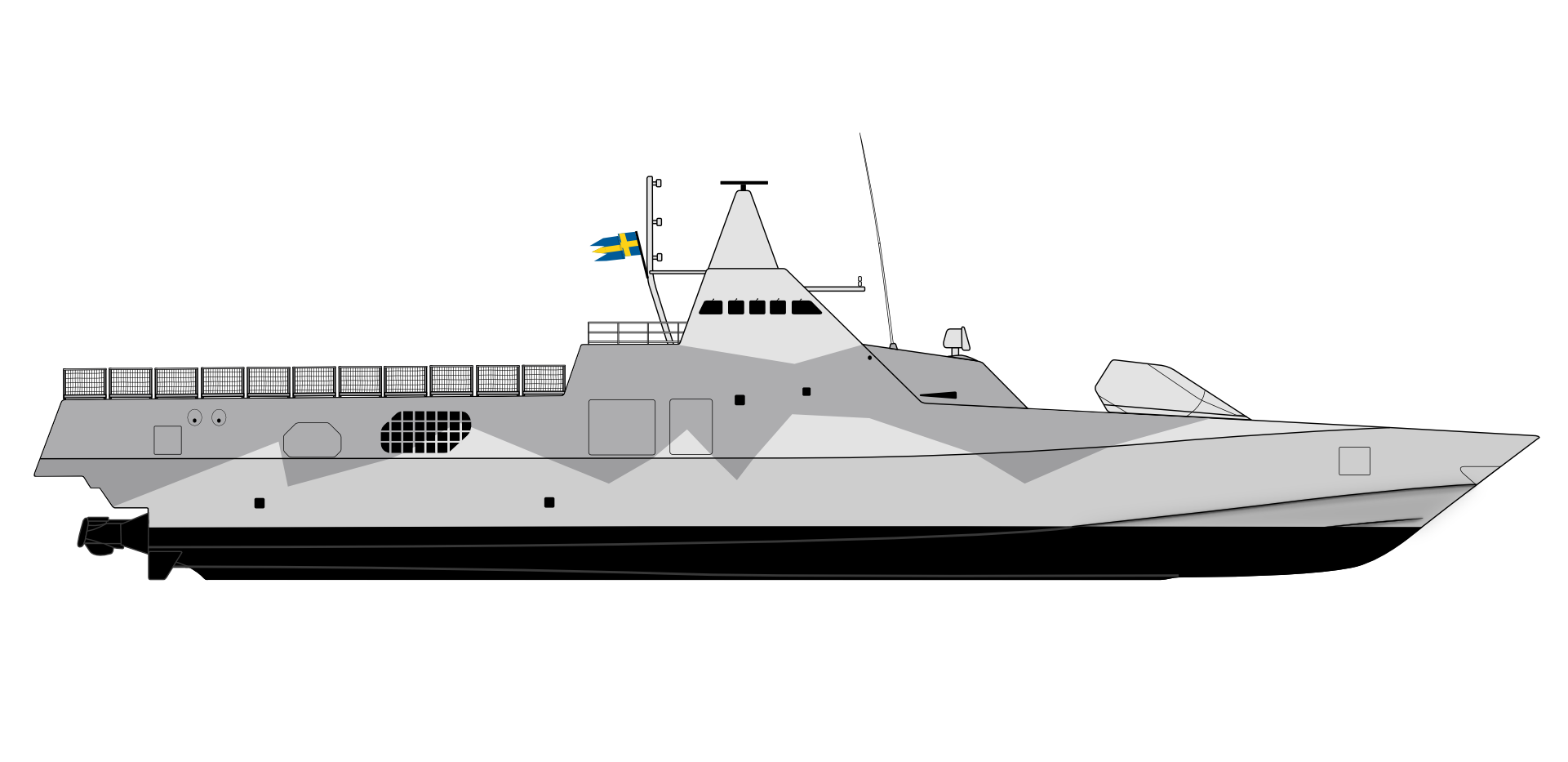
Visbyklasse tekening

Het eerste ontwerp van de Visby-klasse stamt af uit begin jaren '90. Er waren nieuwe korvetten nodig voor de vervanging van de Norrköpingklasse patrouilleschepen. Het idee was om een korvet te maken die geschikt was voor meerdere taken. Het moest daarnaast een innovatieve scheepsklasse worden met veel nadruk op signatuurreductie en nieuwe materialen.  Zo is er in plaats van de gebruikelijke materialen van een marineschip (staal, aluminium) gebruik gemaakt van een koolstof versterkte kunststof. Dit maakte het schip lichter en reduceert de magnetische signatuur, waardoor mijnen minder snel het schip detecteren. De voorstuwing van het schip bestaat uit vier gasturbines en twee dieselmotoren, die energie leveren aan een waterjet in plaats van schroeven. Waterjets maken minder geluid dan schroeven, waardoor het schip moeilijker te vinden is voor een onderzeeboot. Het schip is bewapend met 
torpedo's, een 57mm kanon en RBS 15 MkII Standard Sea Missile.

## Complicaties
De schepen van de Visby-klasse hebben een lange weg afgelegd voordat ze in dienst kwamen. Het oorspronkelijke idee was dat de klasse uit tien schepen zou bestaan die allen in 2005 in dienst zouden zijn. De schepen hadden twee 'sub-klassen' waaronder ze gelijk verdeeld zouden worden, oppervlakteoorlogsvoering en onderzeeboot- en mijnenbestrijding. Echter, bezuinigingen en technische complicaties reduceerde het aantal naar zes schepen. Ook moesten alle schepen nu multifunctioneel worden. Dit had aanzienlijke gevolgen op het ontwerp.
- De schepen werden groter en zwaarder, wat ten koste ging van de snelheid.
- Luchtverdedigingsraketten werden geschrapt.
- Raketwerpers tegen onderzeeboten en dieptebommen werden geschrapt.
- De hangar is weggehaald.

Het eerste schip 'Visby' werd in 2000 te water gelaten. Dit schip kende echter zoveel problemen dat haar zusterschepen pas negen jaar later te water werden gelaten. Door de extra kosten van de vertraging werd het zesde schip nu ook geschrapt.
De schepen kenden velen complicaties in de oplevering. Het eerste schip van de klasse, Visby, werd in 2000 ten water gelaten en werd pas in 2002 overgedragen
aan de Zweedse marine. Toen was het schip nog niet klaar, in de periode 2002-2006 onderging het schip veel veranderingen, voornamelijk in het wapenarsenaal.
Op 16 december 2006 werden de Helsingbörg en Härnösand overgedragen aan de Zweedse marine. Dit waren de eerste twee schepen van de klasse die daadwerkelijk
taken konden uitvoeren.

## Stealth
De schepen zijn op een speciale manier gebouwd, waardoor ze detectie via radar, magnetisme en andere detectie manieren erg reduceren. Omdat de schepen geen ronde vormen of verticale vlakken hebben, worden ze moeilijk door radar gevonden. Hete uitlaatgassen worden dicht bij het water uitgelaten, waardoor de schepen niet/minder goed zichtbaar zijn met infrarood apparatuur. Het materiaal van de schepen is niet zo magnetisch als normaal en door het gebruik van waterjets in plaats van schroeven maakt het schip minder geluid.

## Inzet
De schepen van de Visby-klasse zijn tot nu toe nog amper ingezet voor missies. Wél doen ze mee met grootschalige oefeningen zoals Cold Response, Joint Warrior en Swefinex. Ook deden de schepen mee aan Trident Jucture, de grootste NAVO oefening van de afgelopen decennia.
Vooralsnog is alleen de MS Visby bij een daadwerkelijke dreiging ingezet. Dat was in oktober 2014 tijdens de zoekactie naar een vermeende Russische onderzeese indringer in de archipel van Stockholm.